# Gran Turismo Mobile
Gran Turismo Mobile (wydana także jako GT Mobile i Gran Turismo) – gra wideo z 2009 roku, przeznaczona na przenośną konsolę PlayStation Portable.

## Rozgrywka
Gran Turismo Mobile miało być repliką czwartej części gry Gran Turismo z PlayStation 2. Ponieważ prace nad Gran Turismo 5 wydłużały się, twórcy postanowili dodać najnowsze elementy rozgrywki. W grze zawarto m.in. licencjonowane pojazdy Ferrari i Lamborghini oraz legendarne bolidy Formuły 1. W Gran Turismo Mobile znajdują się tory rzeczywiste, tak jak i sztuczne, zaprojektowane od początku. Gra oferuje rozbudowany system tuningu pojazdów oraz dokładnych ustawień ich podzespołów. Każdy z pojazdów ma inną charakterystykę silnika oraz zalety i wady. W grze zawarty został tryb gry wieloosobowej.